# Aeroporto Municipal de Cambridge (Ohio)
Aeroporto Municipal de Cambridge (Ohio) (ICAO: KCDI, FAA LID: CDI) é um aeroporto de uso público localizado a três milhas náuticas (3,5 milhas a 5,6 km) ao sul do distrito comercial central de Cambridge, no condado de Guernsey, Ohio, Estados Unidos. Está incluído no Plano Nacional de Sistemas Aeroportuários Integrados da FAA para 2011-2015, que o classificou como uma instalação de aviação geral.
Embora muitos aeroportos dos EUA usem o mesmo identificador de localização de três letras para a FAA e a IATA, essa instalação recebe o CDI pela FAA, mas não tem designação da IATA.

## Instalações e aeronaves
O Aeroporto Municipal Cambridge cobre uma área de 75 acres (30 ha) a uma elevação de 799 pés (244 m) acima do nível médio do mar. Tem uma pista designada 4/22 com uma superfície de asfalto medindo 4.298 por 75 pés (1.310 x 23 m).
Para o período de 12 meses encerrado em 23 de setembro de 2010, o aeroporto tinha 6.040 operações de aeronaves, uma média de 16 por dia: 92% de aviação geral, 7% de táxi aéreo e 1% de militares. Naquela época havia 22 aeronaves monomotoras baseadas neste aeroporto.